# Lomatia gracilior
Lomatia gracilior är en tvåvingeart som beskrevs av Greathead 1980. Lomatia gracilior ingår i släktet Lomatia och familjen svävflugor. Inga underarter finns listade i Catalogue of Life.